# Painters Ash
Painters Ash est une banlieue de Northfleet situé dans le comté du Kent en Angleterre.